# Marek Špilár
Marek Špilár (Stropkov, 11 de fevereiro de 1975 – 7 de setembro de 2013) era um futebolista eslovaco que atuava como zagueiro.
Marek jogou 30 partidas pela seleção nacional entre 1997 e 2002.
Em setembro de 2013, Marek suicidou-se ao se jogar da janela do quinto andar de um apartamento na cidade de Stropkov.